# Pierre Vimont
Pierre Vimont (15 de junio de 1945) es un diplomático francés. Fue embajador de Francia en Estados Unidos y secretario general ejecutivo del Servicio Europeo de Acción Exterior (SEAE).

## Biografía
Licenciado en Derecho, diplomado por el célebre Instituto de Estudios Políticos de París (Sciences Po) y graduado en la Escuela Nacional de Administración francesa, Pierre Vimont es especialista en asuntos de seguridad atlántica. Como diplomático en el Quai d'Orsay, estuvo destacado en las embajadas de Francia en Reino Unido (1977-1981), ante la Unión Europea (Reper) en dos ocasiones y, finalmente, en los Estados Unidos como embajador desde 2007. Ocupó diversos puestos de responsabilidad técnica y política en el Ministerio de Exteriores de Francia.
Fue nombrado secretario general ejecutivo del Servicio Europeo de Acción Exterior por el Consejo de Asuntos Exteriores a propuesta de la alta representante, Catherine Ashton, el 25 de octubre de 2010. El 1 de marzo de 2015 fue relevado en el cargo por Alain Le Roy.
Además de su lengua materna, Pierre Vimont domina el inglés y el español.